# Макуов, Айболат Аскатулы
Айболат Аскатулы Макуов (каз. Айболат Асқатұлы Макуов; род. 16 февраля 1997, Атырау) — казахстанский футболист, полузащитник.Сейчас успешный семьянин, отец двоих дочерей муж прекрасный жены. Работает в Атырауском нефти перерабатывающим заводе АНПЗ и играет за их сборную  

## Клубная карьера
Футбольную карьеру начал в 2019 году в составе клуба «Атырау». 26 мая 2019 года в матче против павлодарского «Иртыша» дебютировал в казахстанской Премьер-лиге.

## Карьера в сборной
5 января 2015 года дебютировал за сборную Казахстана до 19 лет в матче против сборной Словении до 19 лет (0:1).

## Достижения
«Атырау»
- Финалист Кубка Казахстана: 2019

## Клубная статистика
| Игровая карьера | Игровая карьера | Игровая карьера | Ч-т | Ч-т | Кубок | Кубок | Межд. | Межд. | Др. | Др. |
| --------------- | --------------- | --------------- | --- | --- | ----- | ----- | ----- | ----- | --- | --- |
| 2019            | Атырау          | А               | 12  | 0   | 4     | 0     | -     | -     | -   | -   |
| 2020            | Атырау          | Б               | 10  | 0   | -     | -     | -     | -     | -   | -   |